# Урла
Урла (тур. Urla, греч. Βουρλά) — город и район в Турции, в провинции Измир, расположен на перешейке полуострова Урла. На северо-западе район граничит с районом Карабурун, на западе — с районом Чешме, на юго-востоке — с районом Сеферихисар, на востоке — с городом Измир (район Гюзелбахче).

## История
Доисторические поселение находилось возле сегодняшнего Лимантепе. В античные времена здесь был город Клазомены. Впоследствии город входил в состав Римской империи, сельджукского бейлика Айдыногуллары, Османской империи.

## Население
Население района составляет 42 559 человек. Национальный состав:  турки — 88 %, другие — 12 %.

## Знаменитые уроженцы
- Йоргос Сеферис (1900—1971) — греческий поэт, лауреат нобелевской премии по литературе 1963 года.

## Города-побратимы
•  Башкортостан, Сибай ;